# Incendio del Museo nazionale del Brasile
Il grande incendio nel Museo nazionale del Brasile è avvenuto presso il Parco di Boa Vista, São Cristóvão, Rio de Janeiro il 2 settembre 2018, intorno alle 19:30 (UTC-3). Si stima che siano andati distrutti la maggior parte dei 20 milioni di oggetti del museo tra i quali lo scheletro preistorico di "Luzia" vissuta 12000 anni fa.
La causa specifica dell'incendio non è stata identificata ma è certo che la continua mancanza di finanziamenti del museo ha determinato, come riscontrato dai vigili del fuoco intervenuti, l'inefficienza delle misure di prevenzione degli incendi.

## Antefatti
Luiz Fernando Dias Daniel, il vice-direttore del Museo ha indicato la negligenza dei governi come causa dell'incendio, dicendo che i curatori "hanno combattuto con diversi governi per ottenere risorse adeguate per preservare ciò che ora è completamente distrutto" e che sentiva "totale sgomento e immensa rabbia". Il Museo era privo di un sistema antincendio, anche se presentava rilevatori di fumo e alcuni estintori. Dal 2014 il Museo non riceveva i 520.000 R$ l'anno necessari per la sua manutenzione e venne chiuso temporaneamente nel 2015, quando il personale addetto alla pulizia e alla sicurezza non poteva più essere pagato. Dal 2018 il budget di manutenzione del Museo era stato ridotto del 90%. C'erano segni visibili di decadimento, come muri scrostati e cavi esposti, già prima dell'incendio. Il Museo ha celebrato il suo 200º anniversario nel giugno 2018 in una situazione di parziale abbandono; nessun Ministro di Stato ha partecipato alla commemorazione.

## L'incendio
Un grande incendio è scoppiato poco dopo la chiusura del Museo il 2 settembre 2018, raggiungendo tutti e tre i piani dell'edificio. I vigili del fuoco sono stati chiamati alle 19:30, ora locale, e sono giunti prontamente sul luogo. Tuttavia, il capo dei pompieri ha riferito che i due idranti più vicini al museo non avevano acqua e che i camion dovevano essere inviati in un lago vicino. Secondo il portavoce dei vigili del fuoco, le squadre sono entrate nell'edificio in fiamme per salvare i manufatti, nonostante non ci fossero persone all'interno, e sono stati in grado di salvare alcuni reperti con l'aiuto del personale del Museo.
L'incendio era ormai fuori controllo entro le 21:00, con grandi fiamme e esplosioni occasionali, combattute dai pompieri di quattro settori. Dozzine di persone si sono radunate sul luogo per vedere l'incendio. Un team specializzato di pompieri è entrato nell'edificio alle 21:15 per bloccare le aree ancora non colpite dalle fiamme e per valutare l'entità del danno. Tuttavia, alle 21:30, l'intero edificio era stato inghiottito dall'incendio. Le quattro guardie di sicurezza che erano in servizio al Museo sono riuscite a fuggire. I primi rapporti hanno dichiarato che non ci sono stati incidenti, anche se un pompiere ha subito ustioni alle dita mentre cercava di portare in salvo il fossile di Luzia.
Due autopompe antincendio sono state utilizzate con scale girevoli, con due camion a turno per fornire acqua. Il Corpo dei Marines brasiliani fornì anche i motori antincendio, i camion per l'acqua e un'unità di decontaminazione da una base vicina. Le immagini sui social media hanno mostrato artefatti recuperati dall'edificio in fiamme dai pompieri e dai civili.
Alle 22:00 decine di dipendenti del Museo si sono uniti alla lotta contro le fiamme. Due piani dell'edificio erano già stati distrutti e il tetto era crollato. Il Ministro della Cultura brasiliano, Sérgio Sá Leitão, ha suggerito che probabilmente è stato causato da un guasto elettrico o da una lanterna volante che è accidentalmente 
atterrata sull'edificio.

## Danni alla collezione
Una zona edificabile di 13600 m² con 122 stanze è andata distrutta. L'edificio fu iniziato nel 1803 con Elie Antun Lubbus. Secondo i funzionari del museo, circa il 92,5% della collezione è andato distrutto. L'edificio era privo di assicurazione. Già dal 2 settembre iniziarono a circolare notizie sui manufatti che erano contenuti nell'edificio, tra questi vi era un affresco romano di Pompei che era sopravvissuto all'eruzione del Vesuvio, ma che non ha avuto la stessa fortuna in questo incendio.
Il direttore della conservazione del museo João Carlos Nara ha detto ai giornalisti che «rimarranno pochissimi» e che dovranno «aspettare che i pompieri abbiano completato il loro lavoro qui per valutare realmente la portata di tutto». Il giorno dopo, i vigili del fuoco iniziarono altri lavori di recupero all'interno del Museo, cercando di salvare ciò che potevano dalle macerie carbonizzate del tetto crollato.
Si ritiene che la collezione relativa alle lingue indigene sia andata completamente distrutta, incluse le registrazioni effettuate dal 1958, i canti in tutte le lingue estinte, gli archivi di Curt Nimuendajú (documenti, foto, negativi, la mappa etnico-storico-linguistica originale che localizzava tutti i gruppi etnici in Brasile, l'unico registro esistente dal 1945), e i riferimenti etnologici e archeologici di tutti i gruppi etnici in Brasile dal XVI secolo. Uno dei ricercatori linguistici, Bruna Franchetto, che è tornata solo per ritrovare il suo ufficio come una pila di cenere, ha criticato il fatto che un progetto per il backup digitale della collezione avesse appena ricevuto finanziamenti e iniziato a malapena, chiedendo a qualsiasi studente che avesse mai visitato il Museo di scansionare o fotocopiare le cose per i progetti e inviarne una copia.
L'incendio ha distrutto la collezione di migliaia di manufatti indigeni provenienti dalla cultura indo-americana precolombiana del Paese. I manufatti includevano molti resti di indigeni e reliquie ammassate nella collezione personale di Pedro II. Questa collezione comprendeva anche oggetti provenienti da tribù native attuali, tra cui la "sorprendente arte delle piume del popolo Karajá". Del popolo Karajá sono rimasti solo circa 3000 individui. I popoli indigeni hanno espresso la loro rabbia per il fatto che non ci sono soldi per un museo di storia indigena, ma "la città di recente è riuscita a trovare un enorme budget per costruire un nuovo museo scientifico (il nuovo "Museu do Amanhã")".

## Collezione superstite
Alcuni manufatti sono fortunatamente sopravvissuti al fuoco. Ad esempio, il meteorite Bendegó della collezione di meteoriti del Museo, che è il più grande meteorite ferroso mai trovato in Brasile, ne è uscito illeso. Secondo la National Geographic Society, essere "una grande roccia metallica" è ciò che l'ha salvata dai danni, poiché queste qualità la rendono resistente al fuoco. Da immagini e video di salvataggio dopo l'incendio, almeno altri tre meteoriti sono sopravvissuti intatti. Un altro meteorite chiamato Angra dos Reis è stato riscoperto tra i detriti. Il meteorite vale 3 milioni di R$ ed era andato perduto tra le macerie del Museo Nazionale. Con una massa 7600 volte più piccola di quella di Bendegó, con soli 65 grammi e 4 cm di lunghezza, la roccia Angra dos Reis è la più preziosa della collezione ed era già stata oggetto di cacciatori di meteoriti.
Nei giorni successivi all'incendio, i vigili del fuoco hanno recuperato diversi ritratti dal piano superiore del Museo, che erano stati bruciati e danneggiati da fumo e acqua ma non distrutti. Cristiana Serejo, vice-direttore del Museo, ha anche affermato che «parte della collezione zoologica, la biblioteca e alcune ceramiche» erano sopravvissute. 
Durante il salvataggio fu trovato un cranio intatto che sembrava essere quello di Luzia, e inviato ad un vicino laboratorio scientifico per l'analisi. A causa di altri teschi e frammenti di ossa scoperti nei resti dell'edificio, si è richiesta la necessità di test di laboratorio sugli oggetti trovati. Il 19 ottobre 2018, è stato annunciato che il cranio di Luzia in effetti è stato trovato come tanti frammenti nelle macerie e che l'80% è stato identificato come facente parte della parte frontale (fronte e naso). È stato recuperato il frammento di un femore anche questo appartenente al fossile. Le ossa sono diventate bianche per il fuoco.
Una parte della collezione del Museo, in particolare l'erbario e le specie di pesci e rettili, era ospitata altrove e non ne è stata influenzata dall'incendio. C'era anche una grande biblioteca scientifica all'interno del Museo, contenente migliaia di opere rare. Era stato riferito sui social media che le persone avevano trovato pagine bruciate provenienti dalla biblioteca nelle strade vicine, ma successivamente è stato confermato che la biblioteca vera e propria è ospitata in un edificio adiacente e per la maggior parte non è stata danneggiata. Alcune pagine bruciate, di origine sconosciuta, sono state recuperate dalle guardie di sicurezza. Nove rotoli di una Torah del XV secolo in precedenza esposti, erano in biblioteca al momento dell'incendio e sono sopravvissuti.

## Reazioni

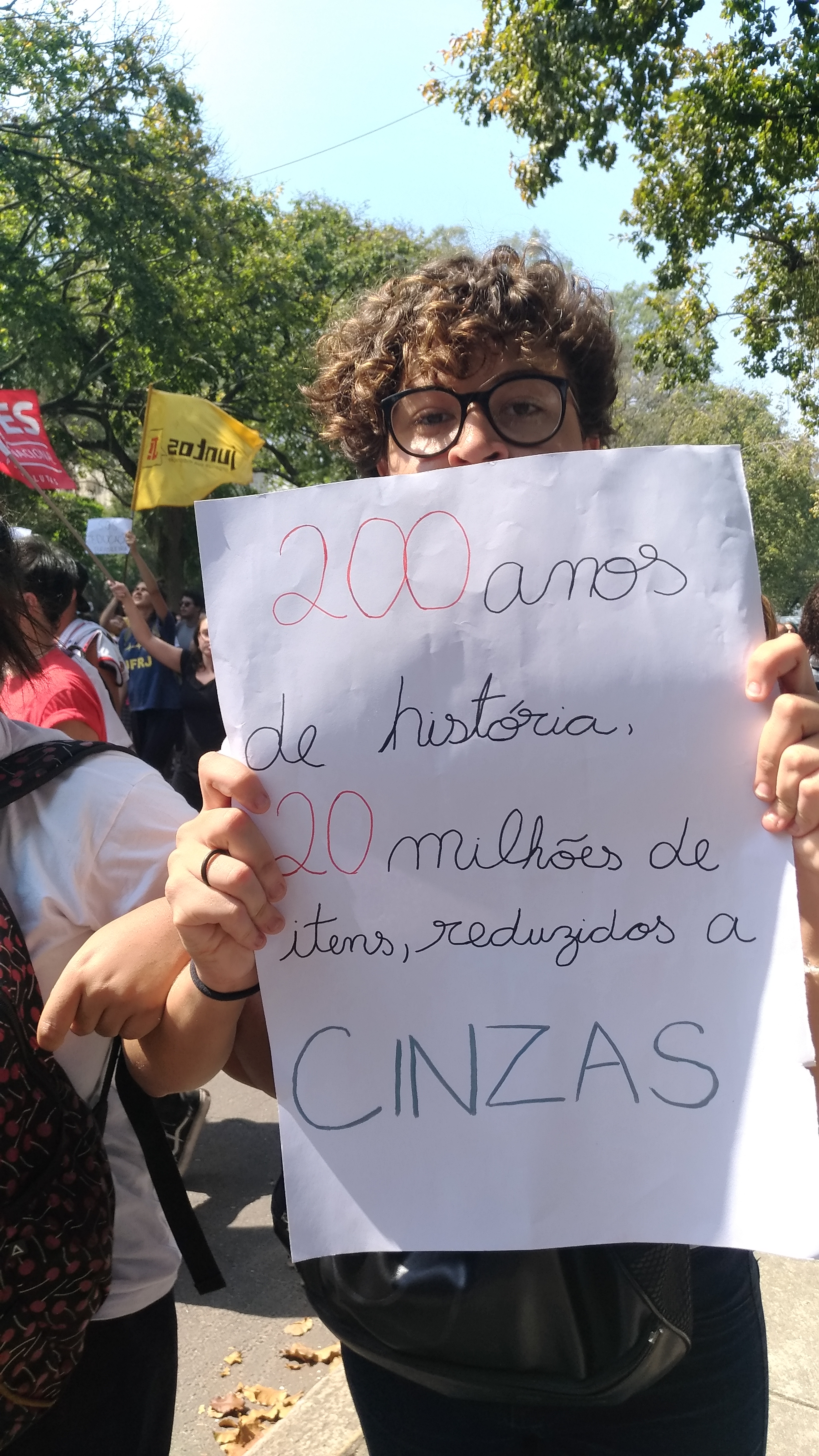
Un manifestante all'esterno del Museo il giorno dopo l'incendio; il cartello recita "200 anni di storia, 20 milioni di manufatti, ridotti in cenere".

Il presidente del Brasile, Michel Temer, ha affermato che «la perdita del Museo Nazionale è incalcolabile per il Brasile, oggi è un giorno tragico per la museologia del nostro Paese: sono stati persi duecento anni di lavoro, ricerca e conoscenza. Il valore della nostra storia ora non può essere misurato, a causa del danno all'edificio che ospitava la famiglia reale durante l'impero. È un giorno triste per tutti i brasiliani.». La sua dichiarazione fu ripresa da Marcelo Crivella, sindaco di Rio, che invocò la ricostruzione affermando: «È un obbligo nazionale ricostruirlo dalle ceneri, ricomporre ogni dettaglio dei dipinti e delle foto. Anche se essi non sono originali, continueranno a essere un ricordo della famiglia reale che ci ha dato l'indipendenza, l'impero e la prima costituzione e unità nazionale».
L'archeologo Zahi Hawass afferma che la tragedia legittima il movimento per il rimpatrio di oggetti egizi dai musei di tutto il Mondo e che se i musei non sono in grado di garantire la sicurezza e la conservazione dei manufatti, l'archeologo sostiene che debbano essere restituiti alla terra natia. Sebbene la collezione del Museo Nazionale non sia stata presa di mira dagli archeologi egiziani, Hawass afferma che la distruzione della collezione rafforza il movimento per il rimpatrio di manufatti e che l'UNESCO monitora i Paesi con collezioni di questo genere per garantire che i manufatti siano adeguatamente protetti.
Il presidente francese Emmanuel Macron ha espresso le sue condoglianze su Twitter. Si è offerto di inviare esperti per aiutare a ricostruire il Museo.
L'ambientalista e politica brasiliana Marina Silva ha definito l'incendio "una lobotomia della memoria brasiliana".
La notizia dell'incendio si diffuse rapidamente nella città di Rio de Janeiro, e i manifestanti si sono presentati alle porte del Museo nelle prime ore di lunedì mattina. Le prime testimonianze hanno affermato che c'erano 500 persone che formano una catena attorno all'edificio ancora fumante. Alcuni dei manifestanti hanno cercato di scavalcare la recinzione; la polizia, in piena tenuta antisommossa, ha lanciato 
lacrimogeni nelle folle. Il pubblico fu in seguito autorizzato a entrare oltre la recinzione.
Un gruppo di studenti di studi museali dell'Università federale di Rio de Janeiro ha invitato il pubblico a inviare fotografie o video delle collezioni distrutte. Il loro appello in poche ore ha ottenuto 14.000 video, foto e disegni delle mostre del Museo.

## Donazioni
- Il Ministero degli Esteri tedesco ha offerto 1 milione di euro per ricostruire il Museo Nazionale del Brasile.
- Ciascuno dei 140 geopark delle aree di conservazione dell'UNESCO raccoglierà e invierà un manufatto litico, fossile o culturale in Brasile. Ciò significa che 140 reperti completeranno la futura collezione.
- Il 17 ottobre 2018, il Segretario del Patrimonio dell'Unione, Sidrack Correia, ha confermato la donazione dell'area di 49.300 metri quadrati, cioè a circa un chilometro dal museo, per installare i laboratori container in 45 giorni, preventivati a 2,2 milioni R$, acquistati con fondi del Fondo per le Pene Pecuniari del TJRJ che saranno utilizzati dai ricercatori del Museo. Serve anche come centro per le visite degli studenti. Parte del totale, 10.000 metri quadrati saranno destinati al tribunale di giustizia per installare la sua area di trasporto.
- L'Istituto nazionale per la proprietà industriale (INPI), collegato al Ministero dell'industria, del commercio estero e dei servizi (MDIC), ha concluso il 17 ottobre 2018 la donazione di 1.164 articoli, per lo più mobili, al Museo Nazionale. L'arredamento, che comprende tavoli, sedie, postazioni di lavoro, cassetti e armadietti, contribuisce alla ristrutturazione del Museo. L'idea della donazione è nata dalla necessità per l'istituto di liberarsi di attrezzature inutilizzate che si trovavano nella sua vecchia sede. Una parte dei mobili verrà portata al Giardino Botanico del Museo Nazionale, dove lavorano alcuni settori. Altri saranno utilizzati nella direzione del Museo, nei servizi di museologia e assistenza didattica, e nei dipartimenti di invertebrati, geologia, paleontologia, entomologia ed etnologia.
- Il 24 ottobre 2018, un contadino di Cuiabá ha donato 780 vecchie monete brasiliane di un valore di 5.000 al Museo Nazionale. Più di 100.000 R$ sono stati donati in colletta al Museo.
- Il 13 novembre 2018, l'Università Statale di Pará ha donato 514 insetti al Museo.